# Domin Sport
Domin Sport war ein polnisches Radsportteam mit Sitz in Włoszczowa.
Die Mannschaft wurde 2013 unter dem Namen Las Vegas Power Energy Drink gegründet und nahm bis zur Auflösung nach der Saison 2017 als Continental Team an den UCI Continental Circuits teil. Manager war Andrzej Domin, der vom Sportlichen Leiter Wojciech Pawlak unterstützt wurde.
Die nach Anzahl der Siege beste Saison hatte das Team 2017 mit insgesamt acht Erfolgen, die meisten Erfolge für das Team erzielte Kamil Zieliński mit insgesamt elf Siegen.

## Saison 2017

### Erfolge in der UCI Europe Tour
Bei den Rennen der UCI Europe Tour im Jahr 2017 gelangen dem Team nachstehende Erfolge.
| Datum           | Rennen                                      | Kat. | Fahrer          |
| --------------- | ------------------------------------------- | ---- | --------------- |
| 22. April       | Visegrád 4 Bicycle Race - GP Hungary        | 1.2  | Kamil Zieliński |
| 2. Juni         | 2. Etappe Szlakiem Walk Majora Hubala (EZF) | 2.1  | Kamil Zieliński |
| 9. Juni         | 1. Etappe Tour of Małopolska                | 2.2  | Kamil Zieliński |
| 1. Juli         | 5. Etappe Course de la Solidarité Olympique | 2.2  | Kamil Zieliński |
| 27. Juli        | 2. Etappe Dookoła Mazowsza                  | 2.2  | Jarosław Marycz |
| 9. September    | 2. Etappe East Bohemia Tour                 | 2.2  | Kamil Zieliński |
| 8.–9. September | Gesamtwertung East Bohemia Tour             | 2.2  | Kamil Zieliński |
| 17. September   | Visegrád 4 Bicycle Race - GP Poland         | 1.2  | Kamil Zieliński |

## Platzierungen in UCI-Ranglisten
UCI Europe Tour
| Saison | Mannschaftswertung | Fahrerwertung          |
| ------ | ------------------ | ---------------------- |
| 2013   | 85.                | Kamil Zieliński (359.) |
| 2014   | 50.                | Kamil Zieliński (75.)  |
| 2015   | 68.                | Mateusz Nowak (195.)   |
| 2016   | 74.                | Artur Detko (569.)     |